# Serieåret 1999

## Händelser

### Oktober
- Oktober - Första numret av Image-Turtles publiceras.[1]

### December
- 14 - Serietecknaren Charles M. Schulz från USA har varit sjuk och meddelar att han skall sluta med serietecknandet.

### Okänt datum
- Serietidningen Kapten Stofil, av bland andra Joakim Lindengren, David Nessle och Martin Kristenssen, kommer i Sverige ut med sitt första nummer.[2]
- Den svenska serietidningen Superäventyr, med ett försök att introducera svensk comeback för Stålmannen, startas.[3]
- Den svenska serietidningen Hagbard startas.[3]
- Den svenska serietidningen Spider-Man startas.[4]

## Pristagare
- Adamsonstatyetten: Enki Bilal, Patrik Norrman
- Galagos Fula Hund: Knut Larsson (född 1972)
- Unghunden: Bryan Talbot
- Urhunden för svenskt album: Allt för konsten (antologi)
- Urhunden för översatt album: Ed the Happy Clown av Chester Brown (Kanada)

## Utgivning
- Rocky vol 1 av Martin Kellerman
- Nummer 1-4 av mangan Pokemon, som baserades på stillbilder från film och utdelades som reklam, publiceras.

### Album
- Bert - Knäpp gäst på nyårsfest[5]
- Eva & Adam - Sommarlov[6]
- Oklahoma Jim (Lucky Kid, Lucky Luke)[7]

## Avlidna
- 3 mars - Giovan Battista Carpi, 71, italiensk serietecknare.
- 13 mars - Lee Falk, 87, amerikansk serietecknare. Skaparen av Mandrake och Fantomen.
- 17 mars - Eric Stanton, 72, amerikansk serietecknare.
- 15 oktober - Rune Andréasson, 74, svensk serietecknare.

### Fotnoter
1. ↑  ”Teenage Mutant Ninja Turtles Volume Three #23”. Mirage Comics. Oktober 1999. Arkiverad från originalet den 18 mars 2012. https://web.archive.org/web/20120318083518/http://www.miragelicensing.com/comics/image/23/23.html. Läst 18 mars 2012.
2. ↑  Seriesamlarna
3. 1 2  ”Swecomics”. Arkiverad från originalet den 7 augusti 2007. https://web.archive.org/web/20070807085938/http://hem.passagen.se/pasjogr/serier7.htm. Läst 10 mars 2011.
4. ↑  Seriesamlarna
5. ↑  ”Seriesamlarna”. Arkiverad från originalet den 20 maj 2011. https://web.archive.org/web/20110520024942/http://www.seriesam.com/cgi-bin/guide?s=BERTS+DAGBOK+(1992). Läst 11 mars 2011.
6. ↑  Seriesamlarna
7. ↑  ”Lucky Luke på svenska”. Arkiverad från originalet den 4 mars 2016. https://web.archive.org/web/20160304102214/http://www.visit.se/~dampgrodan/album_luckykid.html. Läst 12 mars 2011.